# 1756 na ciência

## Nascimentos
| Data            | Nome                         | Profissão                | Nacionalidade                  | Observações                 | Ref   |
| --------------- | ---------------------------- | ------------------------ | ------------------------------ | --------------------------- | ----- |
| 19 de janeiro   | Guillaume-Antoine Olivier    | naturalista e entomólogo | Reino da França                | m. 1814                     |       |
| 22 de fevereiro | Franz Josef von Gerstner     | matemático e físico      | Reino da Boémia                | m. 1832                     |       |
| 27 de abril     | Alexandre Rodrigues Ferreira | naturalista              | Portugal · (Brasil)            | m. 1815                     |       |
| 6 de maio       | Everard Home                 | médico                   | Reino da Grã-Bretanha          | m. 1832 Medalha Copley 1807 | [ 1 ] |
| 3 de junho      | Jean-Antoine Chaptal         | químico e estadista      | Reino da França                | m. 1832                     |       |
| 17 de junho     | César-François Cassini       | cartógrafo               | Reino da França                | m. 1784                     |       |
| 30 de novembro  | Ernst Chladni                | físico e músico          | Sacro Império Romano-Germânico | m. 1827                     |       |
| 26 de dezembro  | Bernard Germain Lacépède     | naturalista e político   | Reino da França                | m. 1825                     |       |

## Mortes
| Data            | Nome               | Profissão              | Nacionalidade                  | Observações | Ref |
| --------------- | ------------------ | ---------------------- | ------------------------------ | ----------- | --- |
| 22 de fevereiro | Pehr Löfling       | botânico               | Suécia                         | n. 1729     |     |
| 16 de abril     | Jacques Cassini    | astrónomo              | Reino da França                | n. 1677     |     |
| 1 de julho      | Giambattista Nolli | arquiteto e agrimensor | Sacro Império Romano-Germânico | n. 1701     |     |